# Première Ligne
Pour l’article ayant un titre homophone, voir Premières Lignes.
 (avril 2021).
Si vous disposez d'ouvrages ou d'articles de référence ou si vous connaissez des sites web de qualité traitant du thème abordé ici, merci de compléter l'article en donnant les références utiles à sa vérifiabilité et en les liant à la section « Notes et références ».
Première Ligne est un roman de Jean-Marie Laclavetine qui lui a valu le Prix Goncourt des lycéens en 1999.

## Justification du titre
Cette Première Ligne est la ligne d'écriture qu'il ne faut pas écrire pour ne pas tomber, selon Cyril Cordouan, dans la toxicomanie.

## Étude d'un thème présent dansPremière ligne
L'écriture est un thème particulièrement présent dans Première ligne. En effet, le personnage principal, Cyril Cordouan, est un éditeur. De plus, il croit devoir guérir les écriveurs mais on apprend au fil de l'œuvre que c'est lui qui écrit Première ligne et qu'il est lui-même touché par la graphomanie.

## L'écriture
Dans ce roman, on peut observer que l'auteur n'a inséré aucun discours au style indirect ni mis en forme (guillemets et tirets, la ponctuation normalement attendue) les paroles ainsi rapportées :
- Alors Justine, racontez-moi. page 170
- Vous n'en avez pas trop fait, j'espère. page 169

On peut aussi observer que le narrateur change au cours du roman, c'est parfois Cyril. D'autres fois c'est un personnage secondaire comme Justine ou Blanche et par moments c'est un narrateur omniscient.